# Sarah Dekker
Sarah Johanna Dekker (Hoorn, 8 maart 2001) is een Nederlandse handbalster die uitkomt voor de bundesligaploeg HSG Bensheim/Auerbach. Sinds ze in 2012 gescout werd voor SEW en haar eerste club St. George verliet, heeft ze enkele successen behaald met de jeugdteams van SEW, met als opmerkelijkste prestatie vier overwinningen op het NK zaalhandbal in drie jaar. Ook heeft ze Nederland vertegenwoordigd op onder andere het Europees Jeugd Olympisch Festival 2017 en de wereldkampioenschappen handbal onder 20 van 2018. Ook aan het EK onder 19 van 2019, waar Nederland de finale behaalde, nam ze deel.
In 2019 verliet Dekker Nederland en kwam meer dan vijf seizoenen uit in de Bundesliga voor HSG Bensheim/Auerbach Flames. In deze periode heeft HSG Bensheim-Auerbach een opvallende tweede plaats in de Bundesliga en een finaleplaats in de DHB-Pokal veroverd. Nadat ze in april 2024 haar debuut maakte in het Nederlandse team werd ze geselecteerd voor het EK van 2024. Enkele weken later maakte ze een tussentijdse transfer naar het Deense Team Esbjerg en speelde daar haar eerste wedstrijd in de Champions League, de belangrijkste clubcompetitie van Europa.

## Loopbaan
|           | Clubs:                       |                               | Europese clubcompetities: |            | Nationale teams:        |                      |           |
| 2016/2017 | Jeugd                        |                               |                           |            | EJOF 2017 EK U17 2017   | 8e plaats 10e plaats |           |
| 2017/2018 | Westfriesland/SEW            | 9e plaats 1/8 Finale          |                           |            | WK U18 2018 WK U20 2018 | 7e plaats 5e plaats  |           |
| 2018/2019 | Westfriesland/SEW            | 9e plaats 1/2 finale          |                           |            | EK U19 2019             | 2e plaats            |           |
| 2019/2020 | HSG Bensheim/Auerbach Flames | 8e plaats 1/4 finale          |                           |            |                         |                      |           |
| 2020/2021 | HSG Bensheim/Auerbach Flames | 9e plaats 1/8 finale          |                           |            |                         |                      |           |
| 2021/2022 | HSG Bensheim/Auerbach Flames | 10e plaats 1/8 Finale         |                           |            |                         |                      |           |
| 2022/2023 | HSG Bensheim/Auerbach Flames | 8e plaats Verliezend finalist |                           |            |                         |                      |           |
| 2023/2024 | HSG Bensheim/Auerbach Flames | 2e plaats 1/4 Finale          | European League           | Groepsfase |                         |                      |           |
| 2024/2025 | HSG Bensheim/Auerbach Flames | Tussentijdse transfer         |                           |            |                         | EK 2024              | 6e plaats |
| 2024/2025 | Team Esbjerg                 |                               |                           |            |                         |                      |           |